# Оболадзе, Ираклий Онисимович
Ираклий Онисимович Обола́дзе (груз. ობოლაძე ონისიმეს ძე ირაკლი; 1904 — ?) — советский строитель гидроэлектростанций.

## Биография
Родился в 1904 году (по другим данным — в 1905 году) в селе Хресили (ныне Ткибульский муниципалитет, Грузия) в семье бедного крестьянина. С 14 лет работал на угольных шахтах Ткибули забойщиком.
С 1929 года, освоив профессию проходчика тоннеля, участвовал в строительстве РионГЭС. В 1931 году назначен руководителем комсомольской проходческой бригады.
С этого времени и до выхода на пенсию работал на строительстве всех грузинских ГЭС.
Депутат ВС Грузинской ССР.

## Награды и премии
- Сталинская премия второй степени (1951) — за строительство Храмской ГЭС в Грузинской ССР
- Герой Социалистического Труда (9.8.1958).
- три ордена Ленина
- орден Трудового Красного Знамени
- орден «Знак Почёта»
- медали